# یک داستان دوستانه
یک داستان دوستانه (انگلیسی: A Buddy Story) یک فیلم است که در سال ۲۰۱۰ منتشر شد. از بازیگران آن می‌توان به الیزابت ماس، لی گارلیگتون، متیاهو، و توا فلدشو اشاره کرد.